# Lucas Ocampos
Lucas Ariel Ocampos (phát âm tiếng Tây Ban Nha: [lukas aˈɾjel oˈkampos]; sinh ngày 11 tháng 7 năm 1994) là một cầu thủ bóng đá chuyên nghiệp người Argentina chơi ở vị trí tiền vệ cánh cho câu lạc bộ Sevilla và Đội tuyển bóng đá quốc gia Argentina.
Ocampos bắt đầu sự nghiệp chuyên nghiệp của mình ở Argentina với River Plate trước khi gia nhập Monaco với mức phí kỷ lục ởLigue 2 là 11 triệu euro vào năm 2012. Anh đã trải qua hai mùa rưỡi ở công quốc và được đề cử cho giải thưởng Cậu bé vàng châu Âu trước khi gia nhập Marseille. Ở đó, anh đã trải qua bốn mùa, một trong hai lần cho mượn ở Ý với Genova và Milan, trước khi gia nhập Sevilla vào năm 2019.

## Thống kê sự nghiệp

### Câu lạc bộ
Tính đến 23 tháng 5 năm 2021
| Câu lạc bộ          | Mùa giải            | Giải đấu            | Giải đấu | Giải đấu | Cúp quốc gia1 | Cúp quốc gia1 | Cúp liên đoàn2 | Cúp liên đoàn2 | Châu lục3 | Châu lục3 | Khác4 | Khác4 | Tổng cộng | Tổng cộng |
| Câu lạc bộ          | Mùa giải            | Hạng                | Trận     | Bàn      | Trận          | Bàn           | Trận           | Bàn            | Trận      | Bàn       | Trận  | Bàn   | Trận      | Bàn       |
| ------------------- | ------------------- | ------------------- | -------- | -------- | ------------- | ------------- | -------------- | -------------- | --------- | --------- | ----- | ----- | --------- | --------- |
| River Plate         | 2011–12             | Nacional B          | 38       | 7        | 1             | 0             | —              | —              | 0         | 0         | —     | —     | 39        | 7         |
| River Plate         | 2012–13             | Primera División    | 1        | 0        | 0             | 0             | —              | —              | 0         | 0         | —     | —     | 1         | 0         |
| River Plate         | Tổng cộng           | Tổng cộng           | 39       | 7        | 1             | 0             | —              | —              | 0         | 0         | —     | —     | 40        | 7         |
| Monaco              | 2012–13             | Ligue 2             | 29       | 4        | 1             | 0             | 2              | 1              | —         | —         | —     | —     | 32        | 5         |
| Monaco              | 2013–14             | Ligue 1             | 34       | 5        | 4             | 2             | 1              | 0              | 0         | 0         | —     | —     | 39        | 7         |
| Monaco              | 2014–15             | Ligue 1             | 17       | 1        | 2             | 1             | 1              | 0              | 6         | 1         | —     | —     | 26        | 2         |
| Monaco              | Tổng cộng           | Tổng cộng           | 80       | 10       | 7             | 3             | 4              | 1              | 6         | 1         | —     | —     | 97        | 15        |
| Marseille (mượn)    | 2014–15             | Ligue 1             | 14       | 2        | 2             | 1             | 1              | 0              | 0         | 0         | —     | —     | 17        | 3         |
| Marseille           | 2015–16             | Ligue 1             | 17       | 1        | 1             | 0             | 1              | 1              | 6         | 2         | —     | —     | 25        | 4         |
| Marseille           | 2017–18             | Ligue 1             | 31       | 9        | 4             | 3             | 1              | 0              | 17        | 4         | —     | —     | 53        | 16        |
| Marseille           | 2018–19             | Ligue 1             | 34       | 4        | 1             | 0             | 1              | 0              | 4         | 1         | —     | —     | 40        | 5         |
| Marseille           | Tổng cộng           | Tổng cộng           | 96       | 16       | 8             | 4             | 4              | 1              | 27        | 7         | —     | —     | 135       | 28        |
| Genoa (mượn)        | 2016–17             | Serie A             | 14       | 3        | 3             | 0             | —              | —              | —         | —         | —     | —     | 17        | 3         |
| Milan (mượn)        | 2016–17             | Serie A             | 12       | 0        | 0             | 0             | —              | —              | —         | —         | 0     | 0     | 12        | 0         |
| Sevilla             | 2019–20             | La Liga             | 33       | 14       | 4             | 2             | —              | —              | 7         | 1         | —     | —     | 44        | 17        |
| Sevilla             | 2020–21             | La Liga             | 34       | 5        | 4             | 2             | —              | —              | 7         | 0         | 1     | 1     | 46        | 8         |
| Sevilla             | Tổng cộng           | Tổng cộng           | 67       | 19       | 8             | 4             | —              | —              | 14        | 1         | 1     | 1     | 90        | 25        |
| Tổng cộng sự nghiệp | Tổng cộng sự nghiệp | Tổng cộng sự nghiệp | 308      | 55       | 27            | 11            | 8              | 2              | 47        | 9         | 1     | 1     | 391       | 78        |

1 Bao gồm Copa Argentina, Coppa Italia, Coupe de France và Copa del Rey.

2 Bao gồm Coupe de la Ligue.

3 Bao gồm Copa Libertadores, Copa Sudamericana, UEFA Europa League và UEFA Champions League.

4 Bao gồm UEFA Super Cup.

### Quốc tế
Tính đến 21 tháng 11 năm 2023
| Argentina |      |     |
| Năm       | Trận | Bàn |
| 2019      | 3    | 2   |
| 2020      | 4    | 0   |
| 2021      | 1    | 0   |
| 2022      | 2    | 0   |
| 2023      | 2    | 0   |
| Tổng cộng | 12   | 2   |

#### Bàn tháng quốc tế
Bàn thắng và kết quả của Argentina được để trước.
| #  | Ngày                 | Địa điểm                                                   | Số trận | Đối thủ | Bàn thắng | Kết quả | Giải đấu |
| -- | -------------------- | ---------------------------------------------------------- | ------- | ------- | --------- | ------- | -------- |
| 1. | 9 tháng 10 năm 2019  | Signal Iduna Park, Dortmund, Đức                           | 1       | Đức     | 2–2       | 2–2     | Giao hữu |
| 2. | 13 tháng 10 năm 2019 | Sân vận động Manuel Martínez Valero, Alicante, Tây Ban Nha | 2       | Ecuador | 6–1       | 6–1     | Giao hữu |

## Danh hiệu
River Plate
- Primera B Nacional: 2011–12

Monaco
- Ligue 2: 2012–13

Sevilla
- UEFA Europa League: 2019–20, 2022–23